# Love or Something Like That
Love or Something Like That es una película nigeriano-ghanesa de 2014 dirigida por Shirley Frimpong-Manso. Está protagonizada por John Dumelo, Joselyn Dumas y OC Ukeje. Se estrenó en Londres el 28 de noviembre de 2014 en Odeon Cinema. Recibió dos nominaciones en la undécima edición de los Premios de la Academia del Cine Africano.

## Sinopsis
La película cuenta la historia sobre una pareja de recién casados y las distracciones que enfrentaron en el trabajo poco después de la ceremonia de la boda. Kwarley Mettle (Joselyn Dumas) tuvo sexo con su novio, Henry Dominic (OC Ukeje) contra su voluntad, dos años antes de casarse. Esto la llevó a exigirle a su esposo, Alex Walker (John Dumelo) que use protección cada vez que tenían intimidad. Henry y Kwarley se vuelven a encontrar después de que lo admitieran en el hospital para recibir tratamiento. Al reconocer a su exnovia, Henry sale inmediatamente del hospital sin hablar con ella. Kwarley revisa su expediente de paciente para ver si tiene cáncer o SIDA. 

## Elenco
- John Dumelo como Alex Walker
- Joselyn Dumas como Kwarley Mettle
- OC Ukeje como Henry Dominic
- Nana Mensah como Asantewaa
- Christabel Ekeh como Sonia
- Eckow Smith-Asante como psicólogo

## Recepción
Recibió críticas negativas de 360nobs.com, que señaló similitudes entre la película y Tango with Me, otra película dirigida por Shirley Frimpong-Manso. Señaló que en ambas, a las parejas les resultaba difícil tener relaciones sexuales debido a un incidente de violación. También señaló que las relaciones extramatrimoniales son un efecto amortiguador en ambas. Tango with Me y Love or Something Like That terminaron con los maridos sintiéndose culpables de no ser muy cariñosos con su cónyuge. Además, Devil in the Detail, otra película de esta directora, se destacó por tener muchos diálogos como la película durante la sesión de consejos matrimoniales a la pareja. También criticó que Kwarley se quedara atónita después de ver a Henry por primera vez a pesar de tener su archivo en su escritorio. Finalmente, se describió que la película tenía una premisa defectuosa, ya que ahora es muy común que las parejas se hagan la prueba del VIH antes de casarse por la iglesia, sin mencionar que la novia era incluso doctora.
Kolapo Olapoju de YNaija recibió la película con críticas mixtas. Criticó la escena de sexo, estableciendo similitudes con las de Devil in the Detail, describiéndola como "torpe e increíble" y explicando que John y Joselyn estaban "vestidos de la cintura para arriba, las mitades inferiores escondidas bajo sábanas cubiertas, retozando y pretendiendo tener el mejor sexo posible". Culpó a la historia por ser poco realista, pero elogió la actuación de Joselyn Dumas, como el principal factor sobresaliente en la película. También restó importancia al uso de la canción de Davido en la película, como solo un elemento para atraer el mercado [de Nollywood].